# 第三意大利军团
第三意大利军团（英語：Legio III Italica）古罗马军队建制名称。由罗马帝国君主马可·奥勒留于公元165年所建立，长期活动于多瑙河流域，在三世纪危机时曾发挥影响与作用，并持续存在至5世纪后期。